# إدجار
إدجار (26 يناير 1986 في البرازيل - ) هو لاعب كرة قدم برازيلي في مركز الهجوم.

## وصلات خارجية
- إدجار على موقع قاعدة بيانات كرة القدم.إي يو (الإنجليزية)
- إدجار على موقع Soccerway.com (الإنجليزية)